# Xã Powell, Michigan
Xã Powell (tiếng Anh: Powell Township) là một xã thuộc quận Marquette, tiểu bang Michigan, Hoa Kỳ. Năm 2010, dân số của xã này là 816 người.